# تريسي ستافورد
تريسي ستافورد (بالإنجليزية: Tracy Stafford)‏ هو سياسي أمريكي، ولد في 2 يناير 1948. حزبياً، نشط في الحزب الديمقراطي. وقد انتخب عضو مجلس نواب فلوريدا.